# مسجد العبد الرزاق
مسجد العبد الرزاق هو مسجد في سنغافورة، يقع المسجد في جالان إسماعيل قبالة جالان يونس، المسجد متداخل في وسط المنازل الخاصة في الملايو إلى جهة الشرق .

## البناء
تم بناء مسجد العبد الرزاق القديم في عام 1965، يبلغ سعة المسجد ما مجموعة حوالي 300 مصلي، خضع المسجد لتجديدات طفيفة في عام 1997 لتشمل بناء مرافق إضافية، يعمل الإمام في المسجد بدوام كامل (معلم ديني)، تقام الدروس الدينية في المسجد أساس منتظم، حاليا هناك دروس دينية للسيدات مساء كل يوم خميس، وتعقد دروس للرجال مساء كل يوم الجمعة .

## وصلات خارجية
- موقع مسجد العبد الرزاق الرسمي
- التجول الافتراضي لمسجد مسجد العبد الرزاق